# Ctenotus monticola
Ctenotus monticola är en ödleart som beskrevs av  Storr 1981. Ctenotus monticola ingår i släktet Ctenotus och familjen skinkar. Inga underarter finns listade i Catalogue of Life.